# تلمبه ۲۰۶
روستای امیرآباد، یک منطقه مسکونی از توابع بخش نگار، حد فاصل نگار تا بهرامجرد نبش دکل مخابراتی از توابع شهرستان بردسیر در استان کرمان ایران است.این روستا شامل باغات سیاه درختی مانند ..میوه به و زردآلو و هلو و.... علوفه شامل یونجه و علف و همچنین بوم گردی بنام 206می‌باشد.

## جمعیت
این روستا در دهستان نگار قرار دارد و براساس سرشماری مرکز آمار ایران در سال ۱۳۹۵، جمعیت آن ۶۸ نفر (۲۳ خانوار) بوده‌است.